# 맞배지붕

맞배지붕(gable roof)은 는 추녀가 없고 지붕이 두 개의 사면으로 이루어져 마치 책을 엎어놓은 듯한 모습인 지붕이다. 벽과 용마루가 만나는 삼각형의 공간이 박공이 된다.
동양에서는 박공이 있는 쪽이 건물의 양 측면이 되지만 서양에서는 박공이 있는 쪽이 건물의 입면이 된다.